# Nuestra Señora de los Ángeles (Fuensaúco)

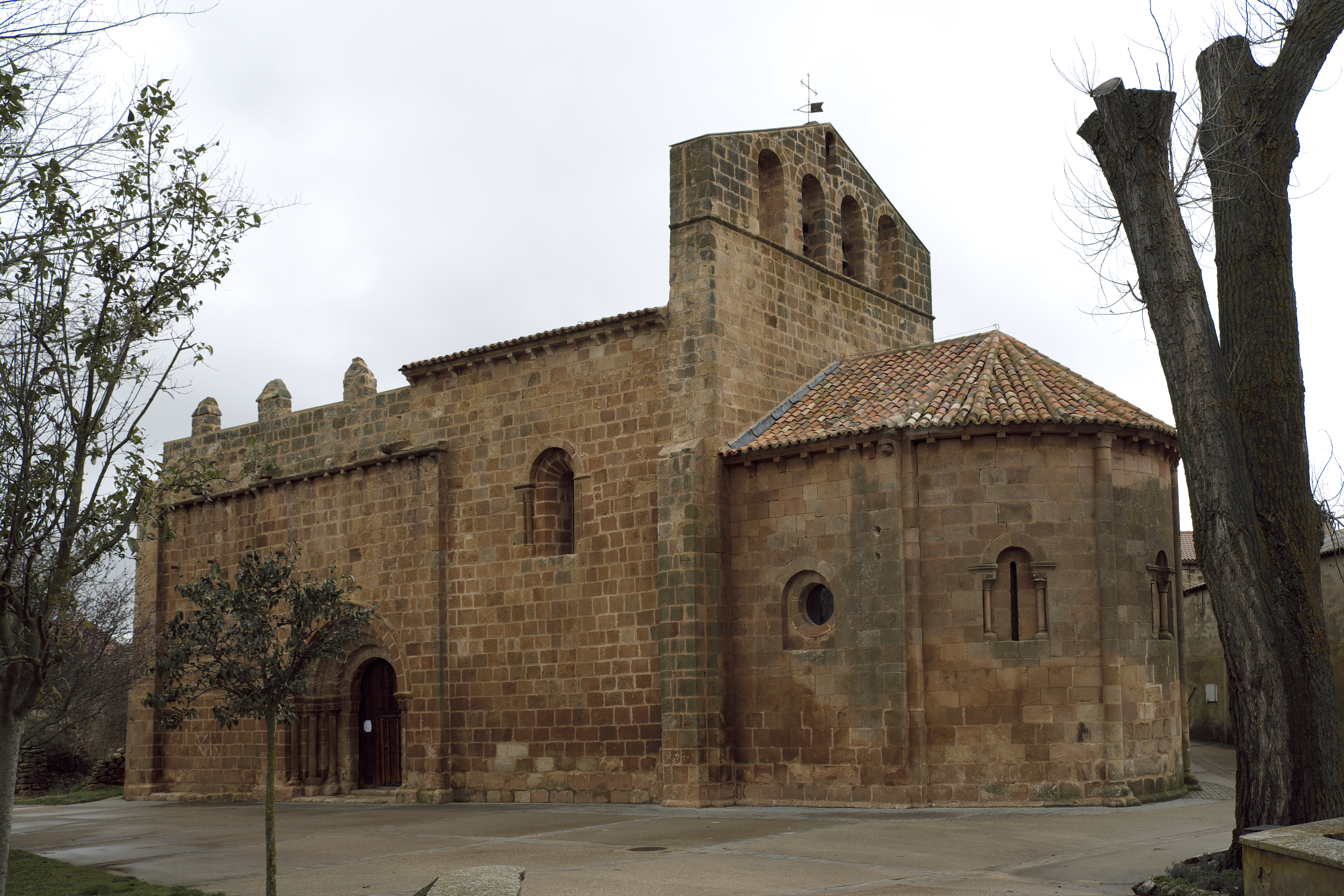
Ansicht von Südosten

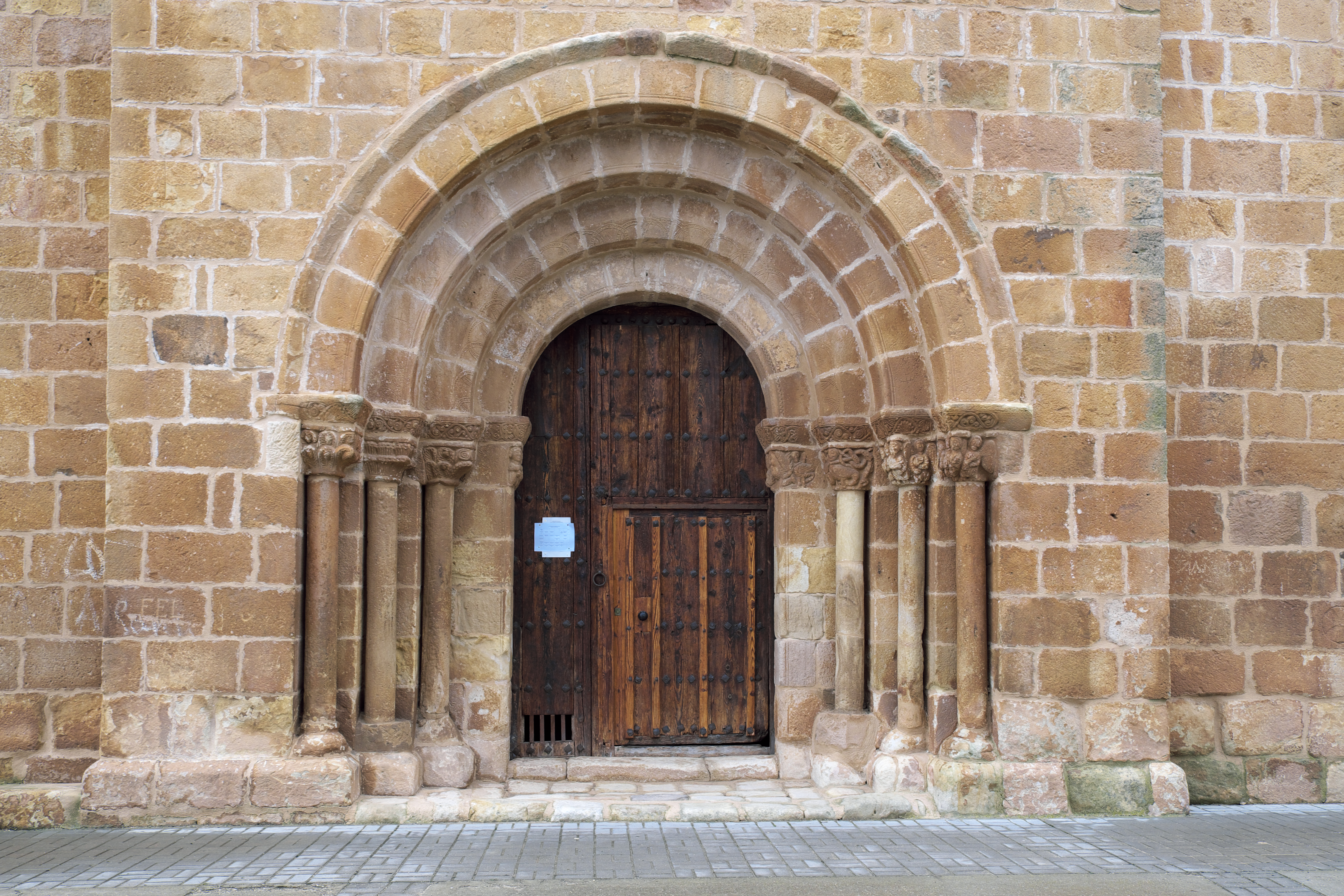
Portal

Die Kirche Nuestra Señora de los Ángeles in Fuensaúco, einem Ortsteil von Renieblas, gehört zu den romanischen Kirchen in der näheren Umgebung von Soria, der Hauptstadt der gleichnamigen Provinz in der spanischen Autonomen Gemeinschaft Kastilien und León. Die Kirche wurde Ende des 12. oder zu Beginn des 13. Jahrhunderts errichtet. Ihr Patrozinium bezieht sich auf die Lauretanische Litanei, in der Maria als Königin der Engel gepriesen wird. Im Jahr 1993 wurde die Kirche zum Baudenkmal (Bien de Interés Cultural) (BIC) erklärt.

## Architektur

### Außenbau
Die Kirche ist aus regelmäßig behauenen Sandsteinquadern errichtet. An das einschiffige Langhaus schließt sich im Osten ein Chorhaupt mit halbrunder Apsis an. Zwischen Chor und Langhaus erhebt sich ein offener Glockengiebel (espadaña), der von vier großen Rundbogenöffnungen und einer kleineren darüber durchbrochen ist.

### Apsis
Die Apsis wird außen von zwei Halbsäulen in drei Mauerabschnitte gegliedert, die jeweils von einem Rundbogenfenster mit schießschartenartigen Öffnungen durchbrochen sind. Im Chorjoch öffnen sich auf beiden Seiten Rundfenster.

### Portal
Das Rundbogenportal an der Südseite des Langhauses besitzt vier Archivolten, die kaum Dekor aufweisen. Nur auf der zweiten Archivolte sind sich überschneidende Halbkreisbögen eingekerbt. Die drei äußeren Bögen ruhen auf schlanken, mit figürlichen Kapitellen besetzten Säulen. Die Kämpfer (mochetas) der beiden Pfosten, auf denen die innere Archivolte aufliegt, sind ebenfalls skulptiert. Links sind drei Personen dargestellt, rechts ein großer bärtiger Kopf, daneben eine Figur, die Gegenstände in den Händen hält, und seitlich eine Harpyie mit zwei Schlangen. Die Kapitelle der linken Seite sind mit Blattwerk verziert. Auf den Kapitellen der rechten Seite wiederholen sich die Darstellungen von Harpyien, um deren Hälse sich Schlangen winden, und von Personen, die Gegenstände tragen. Seitlich stehen Engel neben den Personen.

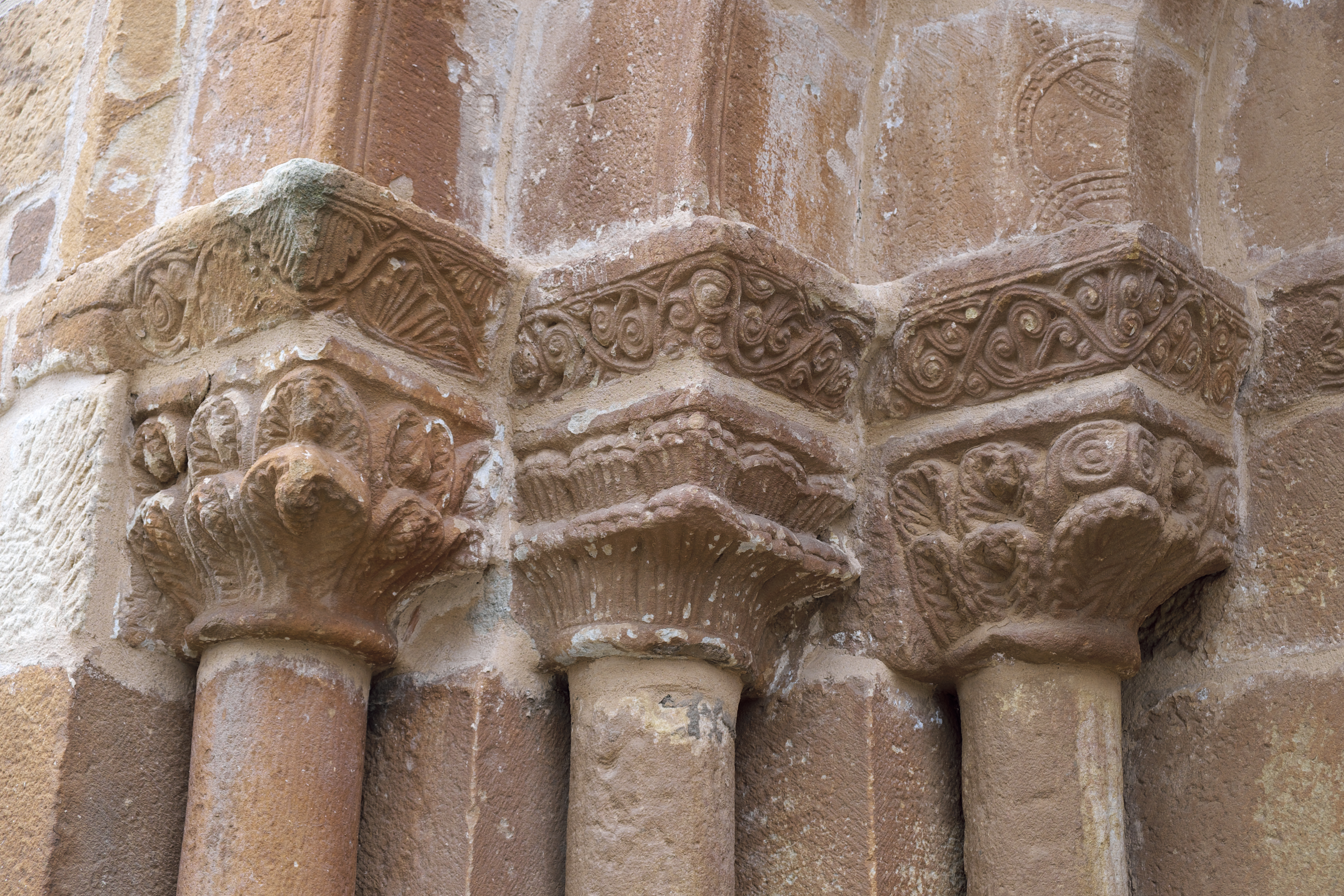
Kapitelle
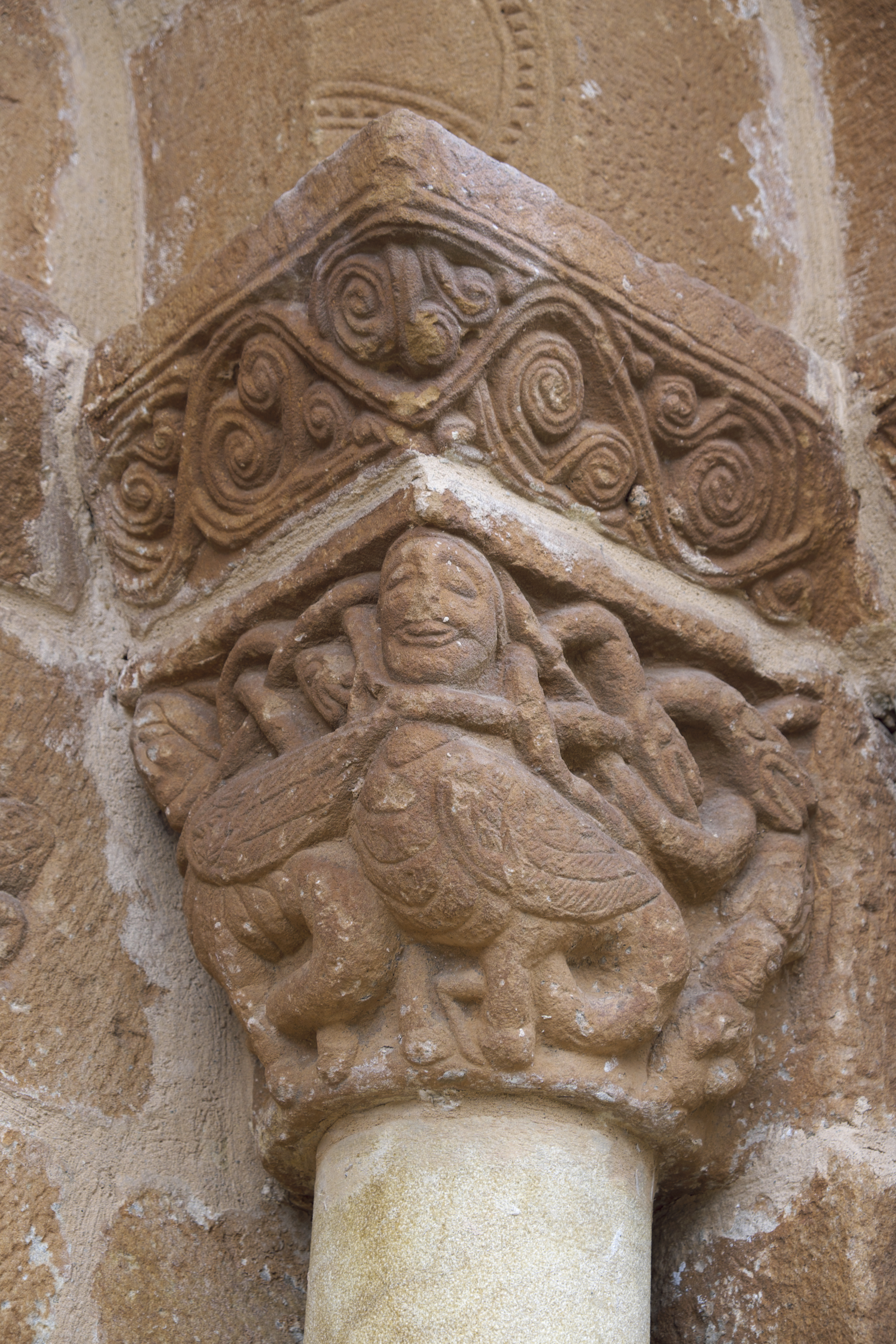
Kapitell
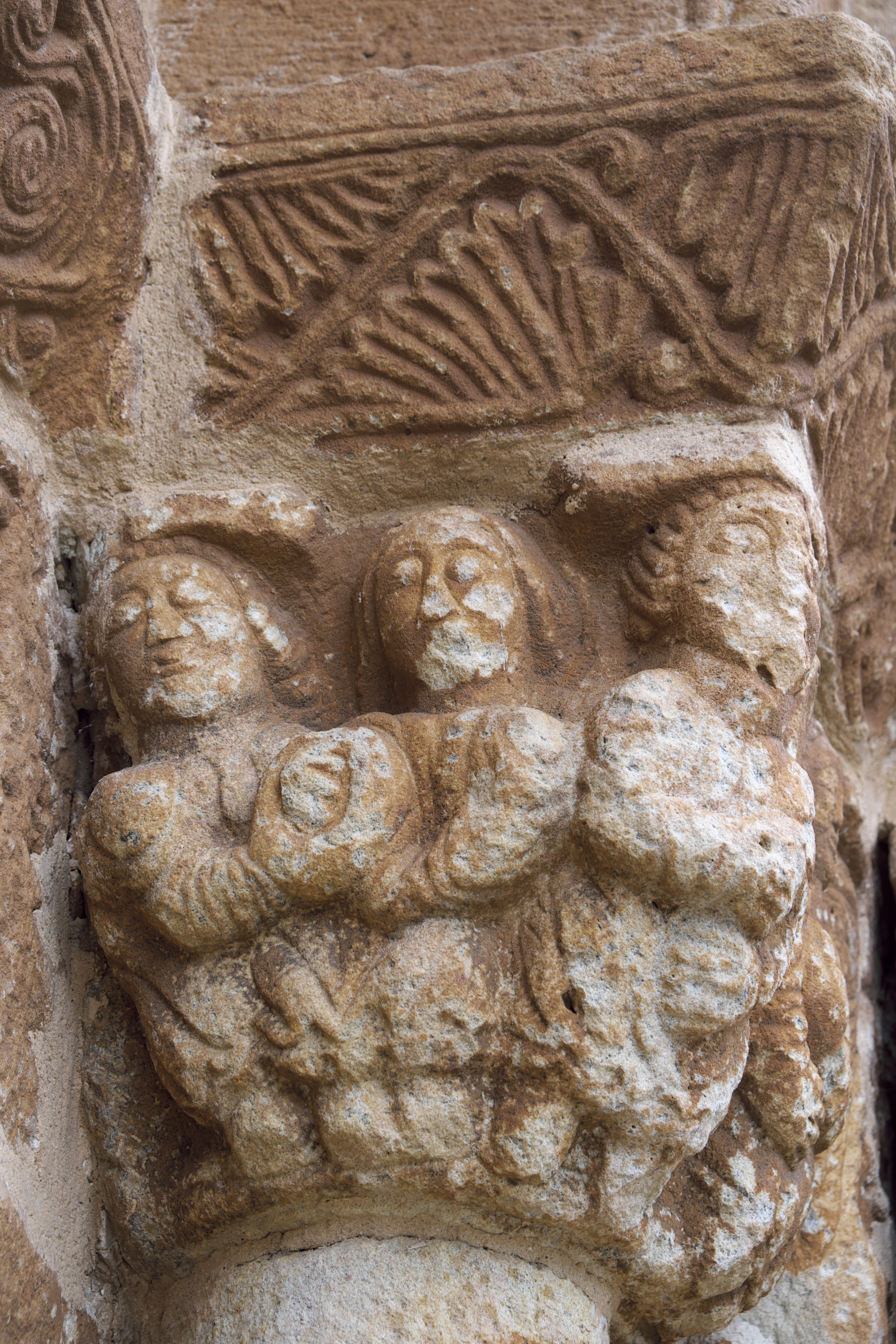
Kapitell
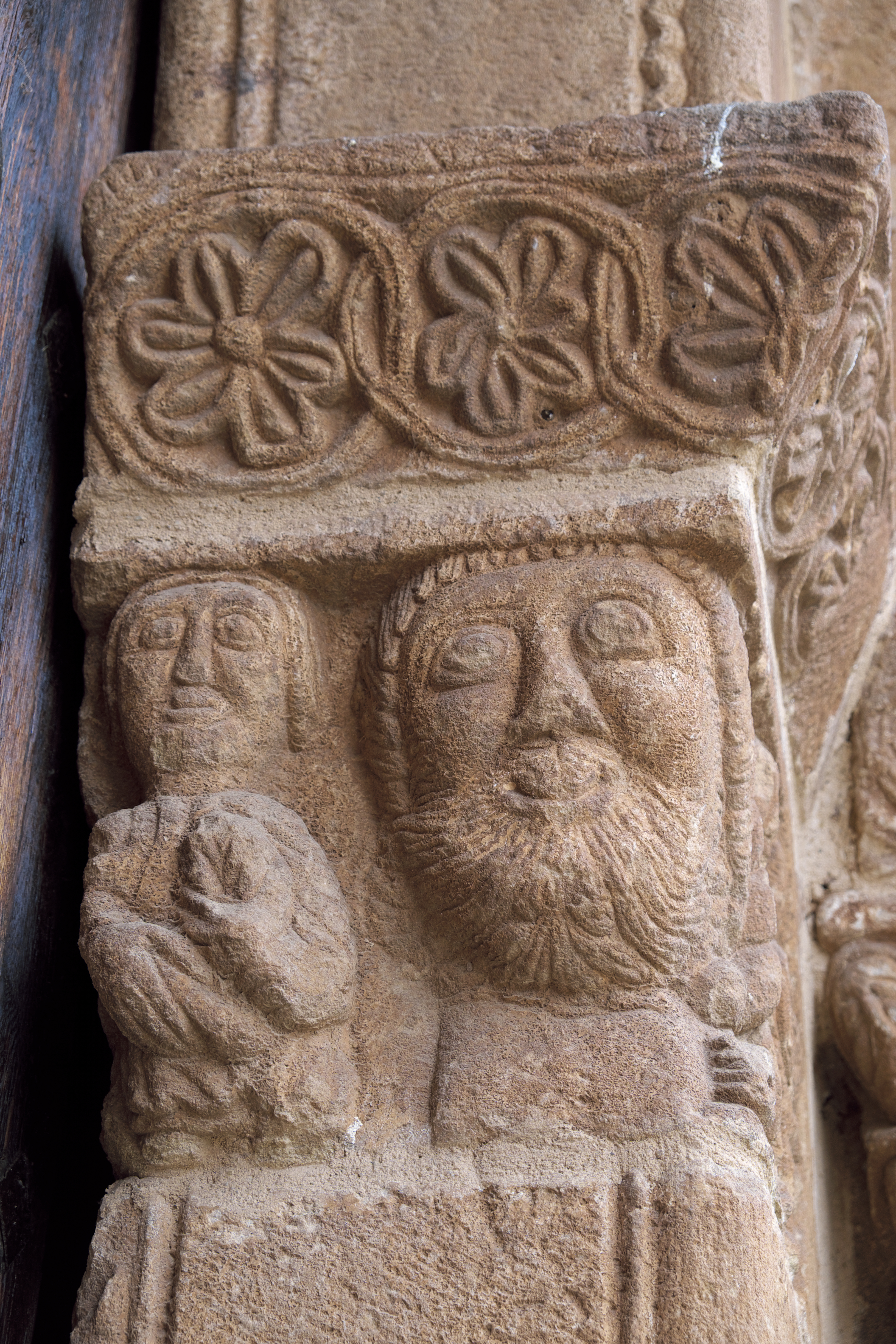
Kämpfer

### Innenraum
Das Langhaus ist in drei Joche gegliedert. Die beiden westlichen Joche sind wie der Chor mit einer Spitztonne gedeckt. Das östliche Joch trägt ein Kreuzrippengewölbe, das von spitzen, mehrfach gestuften Gurtbögen unterfangen wird. Die Rippen ruhen auf Konsolen, die als menschliche Köpfe skulptiert sind. Die Apsis wird von einer Kalotte überwölbt.

## Ausstattung
Von der romanischen Ausstattung sind der Taufstein und das Weihwasserbecken erhalten.